# Educazione sabauda
| Recensione | Giudizio |
| ---------- | -------- |
| Ondarock   | 7/10     |

Educazione sabauda è il secondo album in studio di Willie Peyote, pubblicato il 27 novembre 2015 dalla ThisPlay Urban.

## Descrizione
Il disco rappresenta una novità dal punto di vista musicale per l'artista: alle tipiche sonorità che hanno caratterizzato il precedente album Non è il mio genere, il genere umano e gli EP legati alla trilogia Manuale del giovane nichilista vengono accorpate anche quelle soul e funk del suo gruppo Funk Shui Project.
Alla realizzazione del disco hanno preso parte, oltre agli storici collaboratori di Willie Peyote (Frank Sativa e Kavah), i rapper Tormento (in La scelta sbagliata), Paolito e Ensi (entrambi in Nessuno è il mio signore) e il padre dell'artista, Oscar Bruno, che ha suonato la batteria in Che bella giornata. Inoltre, nel brano C'era una vodka è presente un campionamento tratto dal video Balasso testimonial dei superalcolici del comico Natalino Balasso.

## Promozione
Il disco è stato annunciato il 28 ottobre 2015 attraverso un trailer in cui è stato mostrato un estratto del brano d'apertura Peyote451 (l'eccezione), il cui video è stato pubblicato il 2 novembre dello stesso anno. Il 26 novembre, a un giorno dall'uscita dell'album, Willie Peyote ha presentato un video intitolato Il periodo di merda più bello della mia vita, che rappresenta un medley dei brani Che bella giornata, E allora ciao e C'era una vodka, mentre il giorno successivo è entrato in rotazione radiofonica il singolo Io non sono razzista ma.... Per quest'ultimo brano è stato realizzato anche un video, pubblicato il 5 ottobre 2016.
Il 22 gennaio 2016, in occasione della pubblicazione di Educazione sabauda in formato CD, il rapper ha presentato il disco dal vivo a Torino, dove è stato accompagnato da un gruppo spalla composto da Frank Sativa e dai membri dei The Bluebeaters e Poor Man Style. Durante il 2016 ha intrapreso una tournée in Italia accompagnato da Frank Sativa e successivamente anche dalla Sabauda Orchestra.

## Tracce
Testi di Willie Peyote, musiche di Frank Sativa, eccetto dove indicato.
1. Peyote451 (l'eccezione) – 3:20
2. Che bella giornata – 3:58 (musica: Kavah)
3. C'era una vodka – 4:47 (musica: Kavah)
4. La scelta sbagliata (feat. Tormento) – 3:53 (musica: DJ Koma aka Mauràs)
5. Interludio (l'avvelenata) – 3:10 (musica: Kavah)
6. L'outfit giusto – 3:21
7. Willie Pooh – 3:42
8. Etichette – 2:17 (musica: Kavah, Frank Sativa)
9. Giudizio sommario – 3:45 (musica: Kavah, Frank Sativa)
10. Io non sono razzista ma... – 3:17
11. Vecchio ho fatto un sogno (skit) – 1:46
12. La dittatura dei non fumatori – 2:42 (musica: Bacon Strips, Frank Sativa)
13. Nessuno è il mio signore (feat. Paolito, Ensi) – 4:38
14. Truman Show – 4:05 (musica: Godblesscomputers)
15. E allora ciao – 3:13 (musica: DJ Koma aka Mauràs)

## Formazione
Musicisti
- Willie Peyote – voce
- Adriano Vecchio – chitarra (tracce 1-3, 6, 7, 10-12, 15), basso (tracce 10-12), ukulele e mandolino (traccia 10)
- Alex Jeremy Cirulli – basso (tracce 1-3, 6, 7)
- Paolo Parpaglione – sassofono (tracce 1, 2, 7)
- Stefano Colosimo – tromba (tracce 1-3, 7)
- Enrico Allavena – trombone (tracce 1, 2, 6, 7), tromba e basso tuba (traccia 6)
- Oscar Bruno – batteria (traccia 2)
- Tormento – voce (traccia 4)
- Frank Sativa – sintetizzatore (traccia 4)
- Maya – voce (traccia 6)
- Due Venti Contro – cori (traccia 7)
- Milizia Postatomica – cori e skit (traccia 9)
- Paolito – voce (traccia 13)
- Ensi – voce (traccia 13)

Produzione
- Frank Sativa – produzione (tracce 1, 6, 7-13, 15), arrangiamento
- Kavah – produzione (tracce 2, 3, 5, 8, 9)
- DJ Koma aka Mauràs – produzione (tracce 4 e 15)
- Bacon Strips – produzione (traccia 12)
- Godblesscomputers – produzione (traccia 14)
- Night Skinny – missaggio, mastering
- Fabrizio Banchellini – missaggio, mastering